# مايك هنتر
مايك هنتر (بالإنجليزية: Mike Hunter)‏ (30 سبتمبر 1958 لوس أنجلوس الولايات المتحدة - ) هو لاعب كرة قدم أمريكي يلعب كمدافع.